# Veľké Kosihy
Veľké Kosihy es un municipio del distrito de Komárno en la región de Nitra, Eslovaquia, con una población estimada a final del año 2024 de 956 habitantes.
Se encuentra ubicado al suroeste de la región, cerca de los ríos Danubio y Váh, y de la frontera con Hungría.

## Demografía
| Año        | 1994 | 2004    | 2014    | 2024    |
| ---------- | ---- | ------- | ------- | ------- |
| Población  | 986  | 987     | 982     | 956     |
| Diferencia |      | +0,10 % | −0,50 % | −2,64 % |

| Año        | 2023 | 2024    |
| ---------- | ---- | ------- |
| Población  | 958  | 956     |
| Diferencia |      | −0,20 % |